# Ischnodemus praecultus
Ischnodemus praecultus är en insektsart som beskrevs av William Lucas Distant 1882. Ischnodemus praecultus ingår i släktet Ischnodemus och familjen Blissidae. Inga underarter finns listade i Catalogue of Life.